# Maurice Jaubert
Maurice Jaubert   (Niça, 3 de gener de 1900 - Baccarat, 19 de juny de 1940) va ser un compositor i advocat francès que morí de les ferides sofertes al principi de la Segona Guerra Mundial.
Va ser el segon fill de François Jaubert, un advocat que es convertiria en el president del bar Nice, i de l'antic "Haydée Faraut". Va rebre la seva educació secundària al "Lycée Masséna", on es va graduar el 1916. Durant aquest període, també es va matricular al Conservatori de música de Nice on va estudiar harmonia, contrapunt i piano. Fou guardonat amb el primer premi de piano el 1916.
Jaubert va marxar a París i va estudiar Dret i Literatura a la Sorbona. Quan va tornar a la seva ciutat natal el 1919, va ser l'advocat més jove de França. Les seves primeres composicions daten d'aquest període, però poc després va emprendre el seu servei militar i es va fer oficial en enginyeria. Desmobilitzat el 1922, Jaubert va decidir abandonar la pràctica del dret i dedicar tot el seu temps a la música. L'any següent, va completar la seva formació musical a París amb Albert Groz.
Les composicions de Jaubert en aquell moment inclouen cançons, peces de piano, música de cambra i divertiments. Va escriure la seva primera música escènica el 1925 per a una obra de Calderon, Le Magicien prodigieux, utilitzant Pleyela. A continuació, va ser contractat per Pleyel per gravar rodolins la Pleyela, un aparell pianístic revolucionari en aquell moment. De fet, Jaubert sempre es va sentir atret per les innovacions tècniques que podien servir a les seves aspiracions artístiques. Mentre treballava en aquesta obra, va conèixer una jove soprano, Marthe Bréga, que cantaria la majoria de les seves composicions vocals. Es van casar el 1926, amb Maurice Ravel de testimoni com el millor amic de Jaubert. Van tenir una filla, Françoise, el 1927.
El 1929, mentre desenvolupava la seva obra per a la sala de concerts i l'escenari, Maurice Jaubert va començar a escriure i a dirigir pel cinema. Entre les seves col·laboracions més importants de la dècada següent van ser d'Alberto Cavalcanti Le Petit Chaperon Rouge; L'Affaire est dans le sac de Jacques de Pierre Prévert; de Jean Vigo Zero per a Conducta i L'Atalante; de René Clair Quatorze Juillet i Le Dernier Milliardaire; de Julien Duvivier Carnet de Bal (Vida Danses On) i La Fi du Jour (El final d'un dia); de Henri Storck Documentals belgues; LÎle de Pâques i Regards sur la Belgique ancienne; i el Drôle de drame de Marcel Carné i Hôtel du Nord, Quai des brumes, i Le Jour se lève.
Tot i que va comprendre i apreciar el cinema, anotar-les va ser una de les activitats creatives de Jaubert. Com a director musical de l'estudi Pathé-Nathan, va dirigir partitures de diversos altres compositors, entre els quals Arthur Honegger i Darius Milhaud. Dirigí regularment a concerts a França i a l'estranger. Els seus escrits inclouen articles i conferències, així com un gran nombre de cartes que recullen les seves opinions polítiques. com va veure els seus temps i els seus gustos musicals (per exemple, va ser un gran partidari de Kurt Weill quan el compositor va ser mal entès).
La guerra, però, va desorganitzar el camí artístic de Jaubert. Mobilitzat el setembre de 1939, s'incorpora a una empresa d'enginyeria que comandaria com a capità de reserva. Les seves cartes a la seva dona reflecteixen un esperit de sacrifici tingut d'un profund humanisme. Jaubert no va viure de les seves dues últimes composicions, escrites al seu camp base. Ferit fatalment per culpa, va morir poques hores després a l'Hospital Baccarat el 19 de juny de 1940.